# Tàngara cap-rogenca
La tàngara cap-rogenca (Tangara gyrola) és un ocell de la família dels tràupids (Thraupidae).

## Hàbitat i distribució
Habita la selva pluvial, clars, vegetació secundària i bosc de les terres baixes des de Costa Rica, Panamà, Colòmbia, cap al sud, per l'oest dels Andes, fins l'oest de l'Equador i, a través de l'est de l'Equador i est del Perú fins al nord i l'est de Bolívia i oest amazònic del Brasil, a les terres baixes del nord-est de Colòmbia, nord de Veneçuela i Trinitat. Terres baixes del sud-est de Veneçuela, Guaiana i l'extrem nord del Brasil.